# パラ (小惑星)
パラ (1921 Pala) は小惑星帯にある、比較的離心率の大きな軌道を持つ小惑星。トム・ゲーレルスがパロマー天文台で発見した。
パロマー天文台があるサンディエゴ近郊のインディアン居留地（Pala Indian Reservation）、もしくはそこに住む部族に因んで名付けられた。